# Ljudmila Sergejewna Koltschanowa

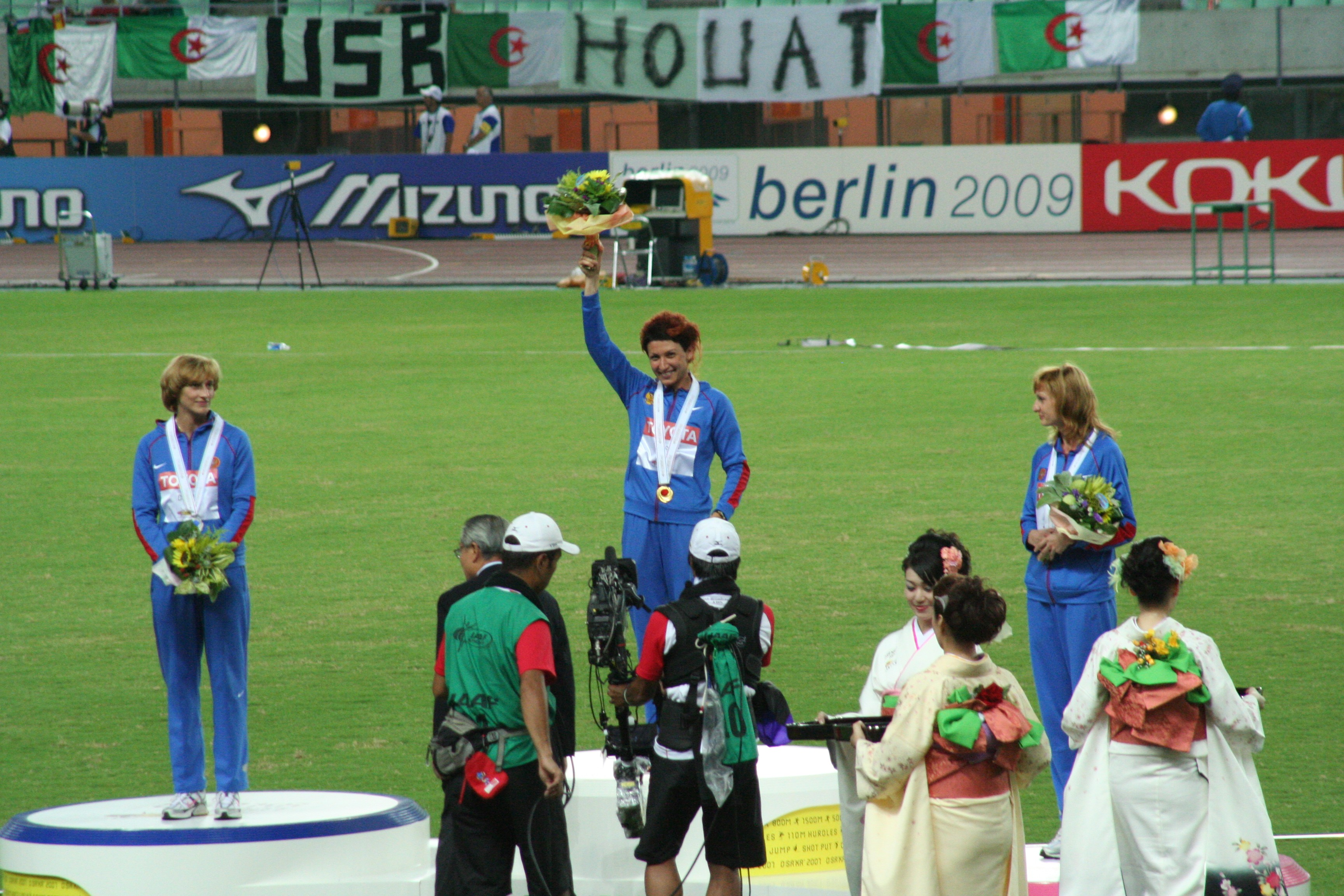
Ljudmila Koltschanowa (links) bei den Weltmeisterschaften 2007

Ljudmila Sergejewna Koltschanowa (russisch Людмила Сергеевна Колчанова, engl. Transkription Lyudmila Kolchanova; * 1. Oktober 1979 in Scharja, Oblast Kostroma) ist eine russische Leichtathletin, die 2006 Europameisterin im Weitsprung wurde. 

## Leben
Bei den Halleneuropameisterschaften 2005 in Madrid wurde sie mit 6,56 m Fünfte mit drei Zentimetern Rückstand auf Bronze. In Izmir bei der Universiade 2005 gewann sie den Titel mit 6,79 m vor der Portugiesin Naide Gomes.
Bei den Europameisterschaften 2006 in Göteborg sprang sie 6,93 m und gewann erneut vor Naide Gomes. Sie gewann auch den Weitsprung beim Weltcup in Athen und lag mit 6,78 m abermals vor der Portugiesin, die hier für das europäische Team antrat. In der Endabrechnung des Weltcups gewannen ebenfalls die Russinnen vor dem Team Europas. 
2007 verbesserte sie ihre persönliche Bestleistung von 7,11 m auf 7,21 m. In Osaka bei den Weltmeisterschaften 2007 wurde sie mit 6,92 m Zweite hinter ihrer Landsfrau Tatjana Lebedewa.

## Persönliche Bestleistung
- Weitsprung: 7,21 m (+1,9 m/s), 2007 in Sotschi
- Dreisprung: 13,88 m (+0,6 m/s), 2004 in Kasan